# Julio Salvador
Julio Salvador Valls (Barcelona, 1906 - ibid., 9 de mayo de 1974) fue un director de cine español. Rodó en 1950 Apartado de correos 1001, iniciadora del cine negro barcelonés, considerada hoy una película casi de culto por su sólido desarrollo argumental, las numerosas imágenes de la ciudad y su antológica secuencia final en las atracciones Apolo. 

## Filmografía
- El Rebelde (Amor de Antaño). (1943)
- Se le fue el novio. (1945)
- Apartado de correos 1001. (1950)
- Duda. (1951)
- Lo que nunca muere. (1955)
- Sin la sonrisa de Dios. (1955)
- Juanillo, papá y mamá. (1957)
- Ya tenemos coche. (1958)
- La boda era a las doce. (1962)
- ¡Arriba las mujeres! (1965)[3]
- La tumba de la isla maldita. (1973)